# Anca Miruna Lăzărescu
Anca Miruna Lăzărescu (n. 25 martie 1979, Timișoara, România) este o regizoare și scenaristă de film germană de origine română.

## Biografie
Anca Miruna Lăzărescu a emigrat, împreună cu familia sa, în Germania în 1990. A studiat la Academia de film și televiziune din München. A realizat filme documentare, comerciale, filme de scurt și lung metraj..

## Premii, recunoaștere
Filmul său documentar Secretul Devei (Das Geheimnis von Deva) a fost premiat în 2007 cu Premiul pentru cel mai bun nou venit (Germania). 
În 2012, la gala Premiilor Gopo, Anca Miruna Lăzărescu a primit Premiul Gopo pentru tânără speranță pentru regia filmului Apele tac, film care a fost și lucrarea sa de diplomă
A contribuit la regizarea tuturor celor șase episoade ale serialului elvețiano-german Davos 1917, care va fi lansat la Crăciunul anului 2023. 
Lăzărescu a regizat primul serial românesc original Netflix Subteran în 2023.Producția a reunit-o din nou cu actriță română Ana Ularu, actrița principală din debutul scurtmetrajului lui Lăzărescu București-Berlin (2005).

## Filmografie[9]
- 2004 — București - Berlin, film de scurt metraj, scenariu și regie
- 2004 — Salma în două lumi (Salma in zwei Welten), scenariu și regie
- 2007 — Secretul Devei (Das Geheimnis von Deva), film documentar, scenariu și regie
- 2009 — A fost semnat(ă) o dată (Es wird einmal gewesen sein), scurt metraj, scenariul și regia
- 2011 — Apele tac (Râul tăcut - Silent river), scenariul și regia, film examen de diplomă
- 2016 — La drum cu tata (Die Reise mit Vater), lung metraj[10]
- 2017 — Glück ist für Weicheier, în post-producție
- 2018 — Hackerville, serial, două episoade
- 2023 — Davos 1917
- 2023 — Subteran